# Ethobunus xiomarae
Ethobunus xiomarae is een hooiwagen uit de familie Zalmoxioidae.